# Polistiren
Polistiren je polimer stirena i jedan je od najčešćih plastičnih materijala. Značajna primjena polistirena je u obliku ekspandiranih i ekstrudiranih pjena poznatih pod jednim od trgovačkih naziva kao "stiropor".

## Svojstva
Čist polistiren je bezbojna, čvrsta plastika ograničene fleksibilnosti. Može se lijevati u kalupe i proizvesti kao proziran ili u boji. 

## Povijest
Polistiren je 1839. godine otkrio Eduard Simon, ljekarnik iz Berlina.